# Čokoláda

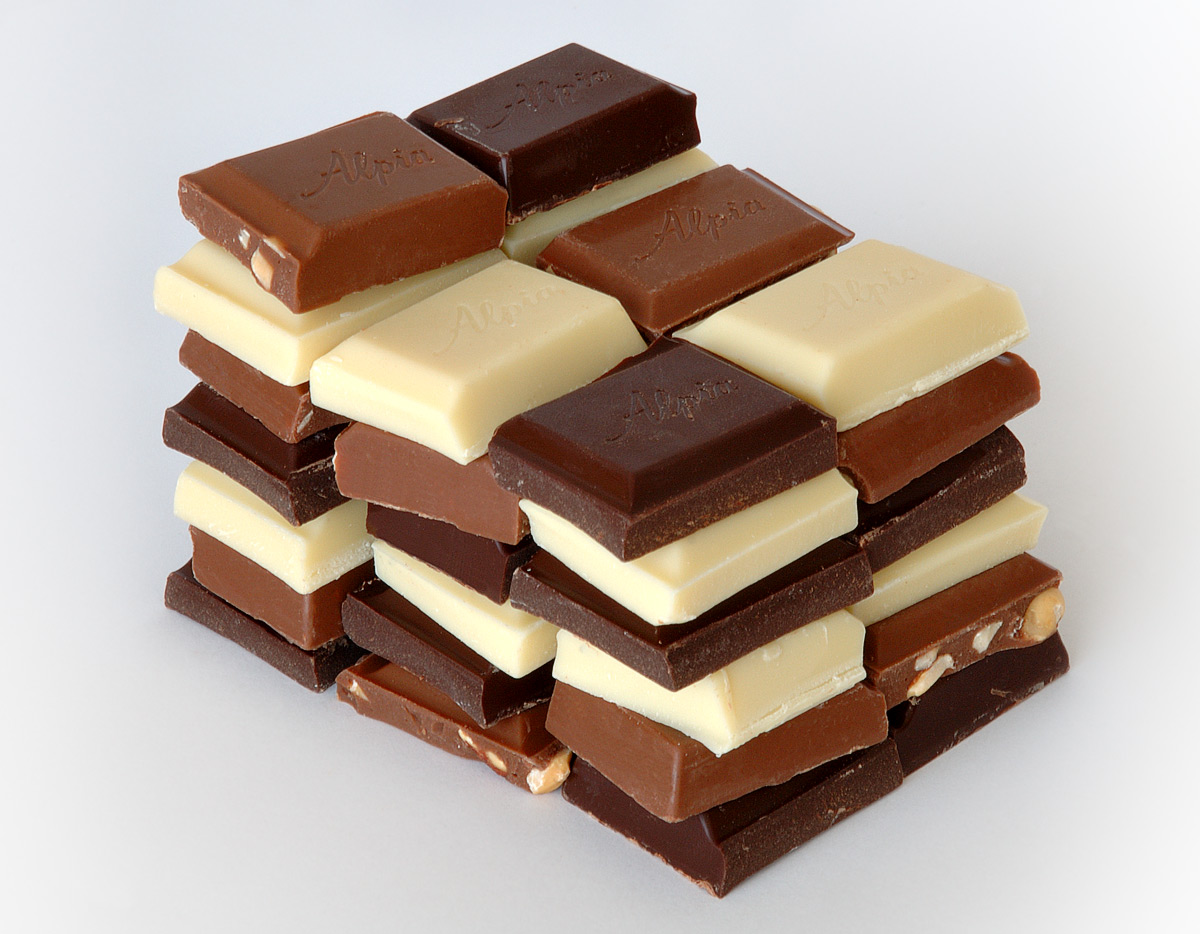
Čokoláda

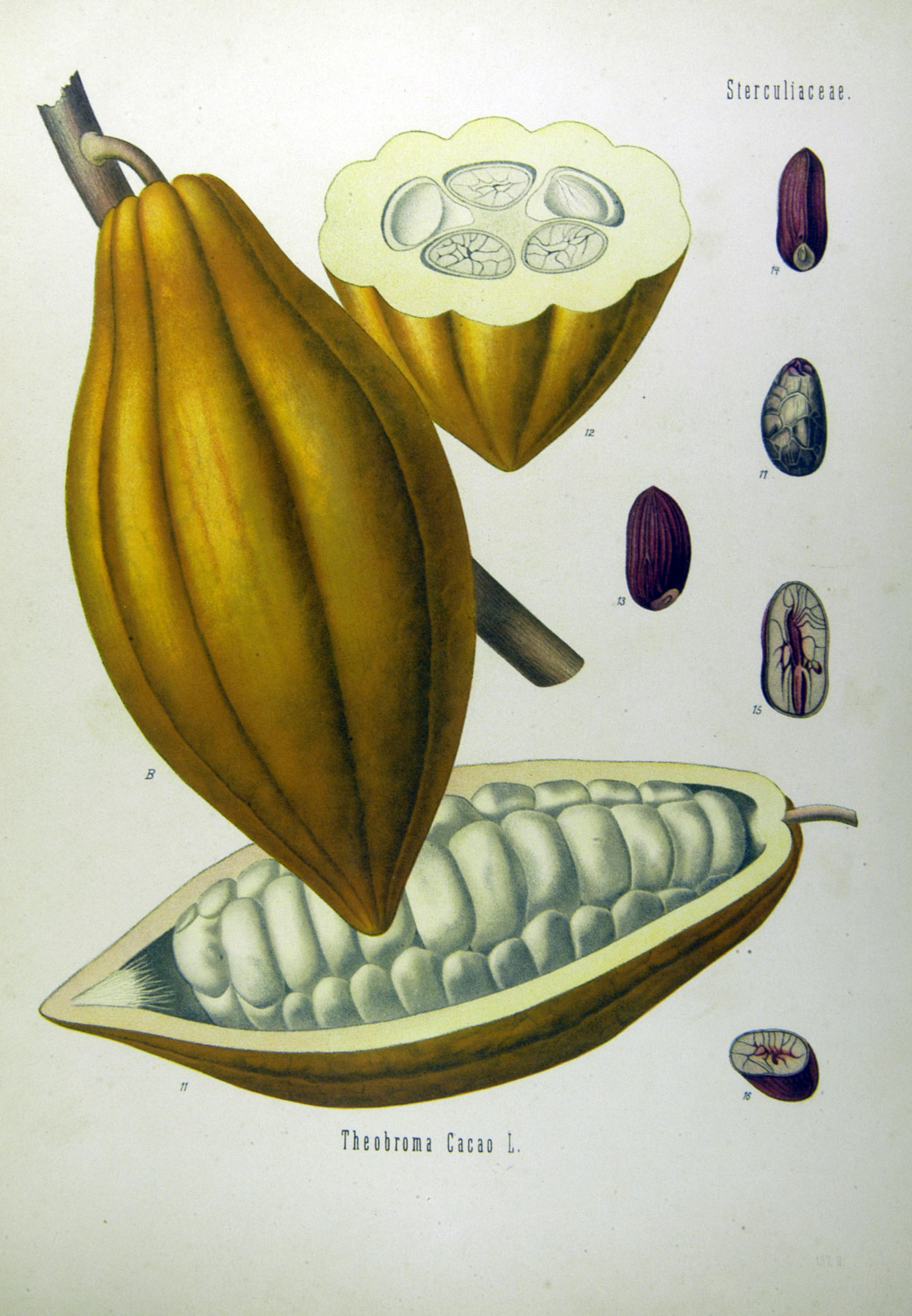
Kakaový bob

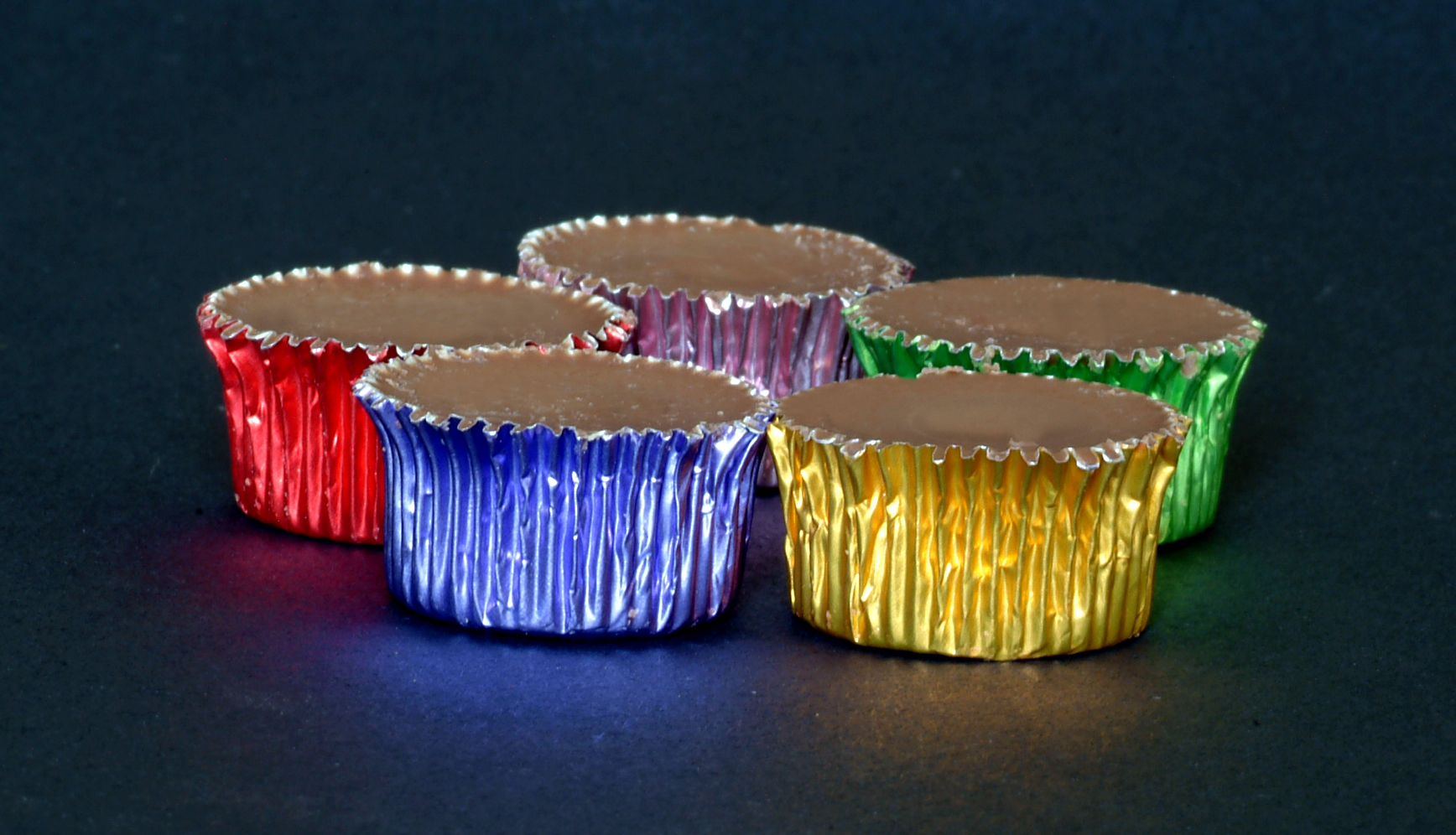
Ledová čokoláda

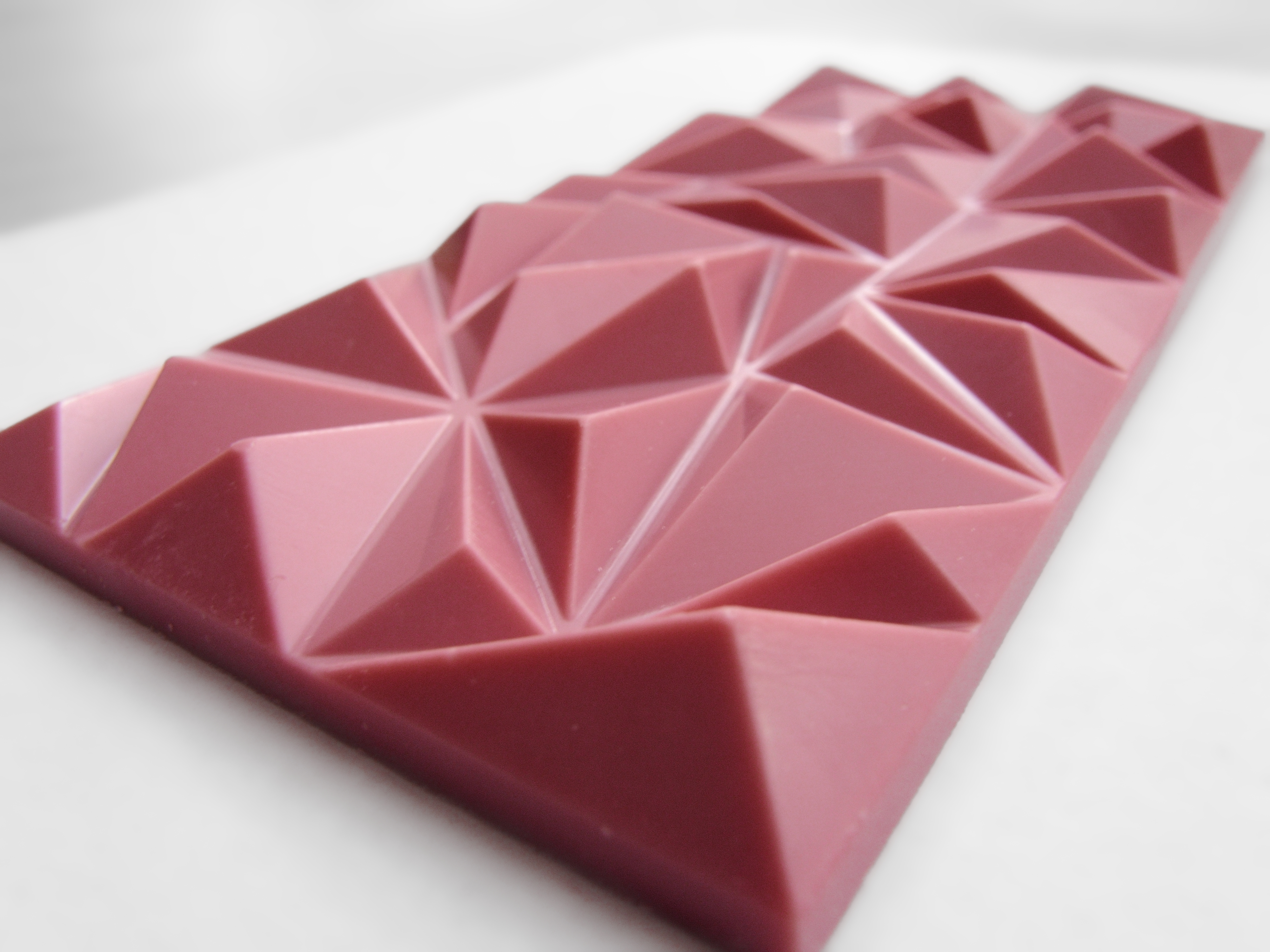
Rubínová čokoláda

Čokoláda je obvyklá součást nejrůznějších druhů sladkostí a patří bezesporu k nejpopulárnějším na světě. Slovo čokoláda má původ v aztéckém výrazu xocolātl (čteno [šokolatl]), jenž má význam hořké pití.
Čokoláda se vyrábí z kvašených, pražených a mletých zrnek tropického kakaového stromu Theobroma cacao. Zrna pocházejí z kakaových tobolek – bobů. Výsledný produkt je známý jako „čokoláda“ (intenzivně ochucená hořká potravina – to je definice čokolády v mnoha slovnících). Tento produkt je definován v mnoha zemích jako kakao. V americkém čokoládovém průmyslu je kakao definováno jako sušina kakaových zrn, kakaové máslo je definováno jako tuková složka, a čokoláda je kombinací sušiny a tuku. Tato směs je obvykle oslazena cukrem a jinými přísadami a zpracována do čokoládových tabulek (jejichž jádro se též označuje jako čokoláda), nebo do nápoje (zvaného kakao nebo horká čokoláda).
Existují tři typy kakaových zrn užívaných v čokoládách. Nejvíce ceněná, vzácná a drahá jsou zrna Criollo z mayské oblasti (Mexiko a Střední Amerika). Tato zrna jsou méně hořká a aromatičtější než ostatní. Dělá se z nich jen asi 10 % čokolády. Kakaová zrna v 80 % čokolády jsou typu Forastero (Amazonská nížina). Stromy Forastero jsou značně robustnější než stromy Criollo a kakaová zrna z nich jsou levnější. Trinitario (Trinidad), hybrid zrn Criollo a Forastero, se používá asi v 10 % čokolády.
Do prodeje přichází čokoláda ponejvíce ve formě tabulek nebo jiných geometrických tvarů, často bývá též tvarována do malých figurek (obvykle zvířat, lidí nebo rostlin). Mnohdy se tyto tvary přímo vztahují k určitým svátkům, jako např. velikonoční zajíci nebo vejce, případně vánoční či mikulášské figurky anebo tvary vhodné pro den svatého Valentina. Dalším populárním tvarem jsou tzv. čokoládové „pusy“.
Navíc čokoláda často tvoří hlavní složku nebo přísadu v potravinách jako zmrzlina, koláče, sušenky, buchty a v jiných dezertech.

## Historie čokolády
První čokoládu vyráběli původní obyvatelé střední Ameriky dávno před příchodem Evropanů. Mayové a Aztékové vyráběli kakaové placky nebo připravovali kakaové nápoje. Kakaové boby přivezl do Evropy poprvé Hernán Cortés, který se s čokoládou setkal na dvoře aztéckého krále. Španělské kroniky dobývání Mexika Hernánem Cortézem udávají, že na slavnostní tabuli Moctezumy II., vládce Aztéků, nebylo jiných nápojů než čokolády, podávané ve zlatých pohárech se zlatou lžičkou. Dochucována vanilkou a kořením, podávaná čokoláda byla našlehána do lahodné pěny, která se rozpouštěla v ústech. Každý den tak bylo připraveno alespoň 50 šálků čokolády pro krále a dalších 2000 pro šlechtice jeho dvora.
První písemný důkaz o kakau v Evropě pochází z roku 1544. Dominikánský mnich Bartolomé de Las Casas přinesl sklenici čokolády princi Filipovi (pozdějšímu králi Filipovi II. Španělskému) na jeho cestě z Guatemaly do Španělska.
Výraz čokoláda se v Evropě začal užívat ve druhé polovině 16. století díky spisu Francisca Hernándeze de Toledo (1515–1587): Přírodní historie Nového Španělska, který byl sepsán na objednávku španělského krále Filipa II.
Do Evropy čokoládu přivezli Španělé a ta se rychle (již v 16. století) stala velmi oblíbeným nápojem. Španělé také dovezli kakaovníky do oblasti Zadní Indie a Španělské východní Indie (především na Filipíny). Postupně se začala vyrábět i tuhá čokoláda.

### Česká historie čokolády
O prvních dovozcích kakaa a čokolády do českých zemí se zprávy z let 1810–1840 shodují: byly to výrobky německých firem Jordan & Timaeus, Halloren a Stollwerck a švýcarského Sucharda. K prvním domácím výrobcům existují různá data. Čokoládovna Luna inzerovala své otevření k roku 1839, ale pro tento rok chybí doklady. Ostatní výrobci začínali jako výrobci kávovin, výrobu kakaa a čokolády převzali až po roce 1850 (Deli, Kolinea). 

## Typy čokolády
Čokoláda je velmi populární pochutina a je dostupná v mnoha typech. Různé formy a chutě čokolády se vyrábějí obměňováním množství přísad.
- Neslazená čokoláda – čistý čokoládový nápoj, též znám jako hořká nebo čokoláda na vaření. Je to nesmíšená čokoláda: mletá pražená čokoládová zrna bez přísad dávají silnou, hlubokou čokoládovou chuť do všech sladkostí, do kterých jsou přidána. I s přidaným cukrem jsou používané jako základ vrstvových dortů, koláčků, cukroví, keksů atd.
- Hořká čokoláda – čokoláda bez mléka jako přísady, někdy zvaná jako prostá čokoláda. V USA se oficiálně nazývá „sladká čokoláda“ a vyžaduje 15% koncentraci čokoládového moku. Evropské normy specifikují minimálně 35 % kakaové sušiny.
- Couverture – termín používaný pro čokolády obsahující mnoho kakaového másla nejvyšší kvality. Populární druh čokolády Couverture používaný profesionálními cukráři a často prodáván v gurmánských a speciálních potravinových obchodech obsahuje ingredienty: Valrhona, Lindt, Coco Barry a Esprit des Alpes. Tyto čokolády obsahují vysoké procento čokoládového moku (někdy víc než 70 %) právě jako kakaové máslo, aspoň 32–39 %, jsou velmi tekuté po rozpuštění a mají výbornou chuť.[zdroj?]
- Mléčná čokoláda – čokoláda s přídavkem kondenzovaného nebo sušeného mléka. Evropské normy specifikují minimálně 25 % kakaové sušiny.
- Bílá čokoláda – cukrářský výrobek založený na kakaovém másle bez pevných kakaových složek.
- Ledová čokoláda – čokoláda obsahující nerafinovaný kokosový tuk, který se rozpouští již při teplotě 20–23 °C, čímž v ústech způsobuje chladivý efekt. Ledová čokoláda by neměla být uchovávána v ledničce, protože pak se chladivý efekt v ústech nedostaví.
- Bublinková čokoláda (německy Schaumschokolade, Luftschokolade, anglicky aerated chocolate) – čokoláda, při jejíž výrobě se do čokoládové směsi vhání vzduch a chlazení se uskutečňuje v prostředí se sníženým tlakem. Byla vynalezena firmou Rowntree's v roce 1935.
- Rubínová čokoláda – čokoláda vyráběná z rubínových kakaových bobů. Má tmavě růžovou barvu a nasládlou a nakyslou chuť připomínající lesní ovoce. Poprvé byla představena na soukromé akci v Šanghaji v Číně švýcarsko-belgickou firmou Barry Callebaut v roce 2017.

## Výroba čokolády

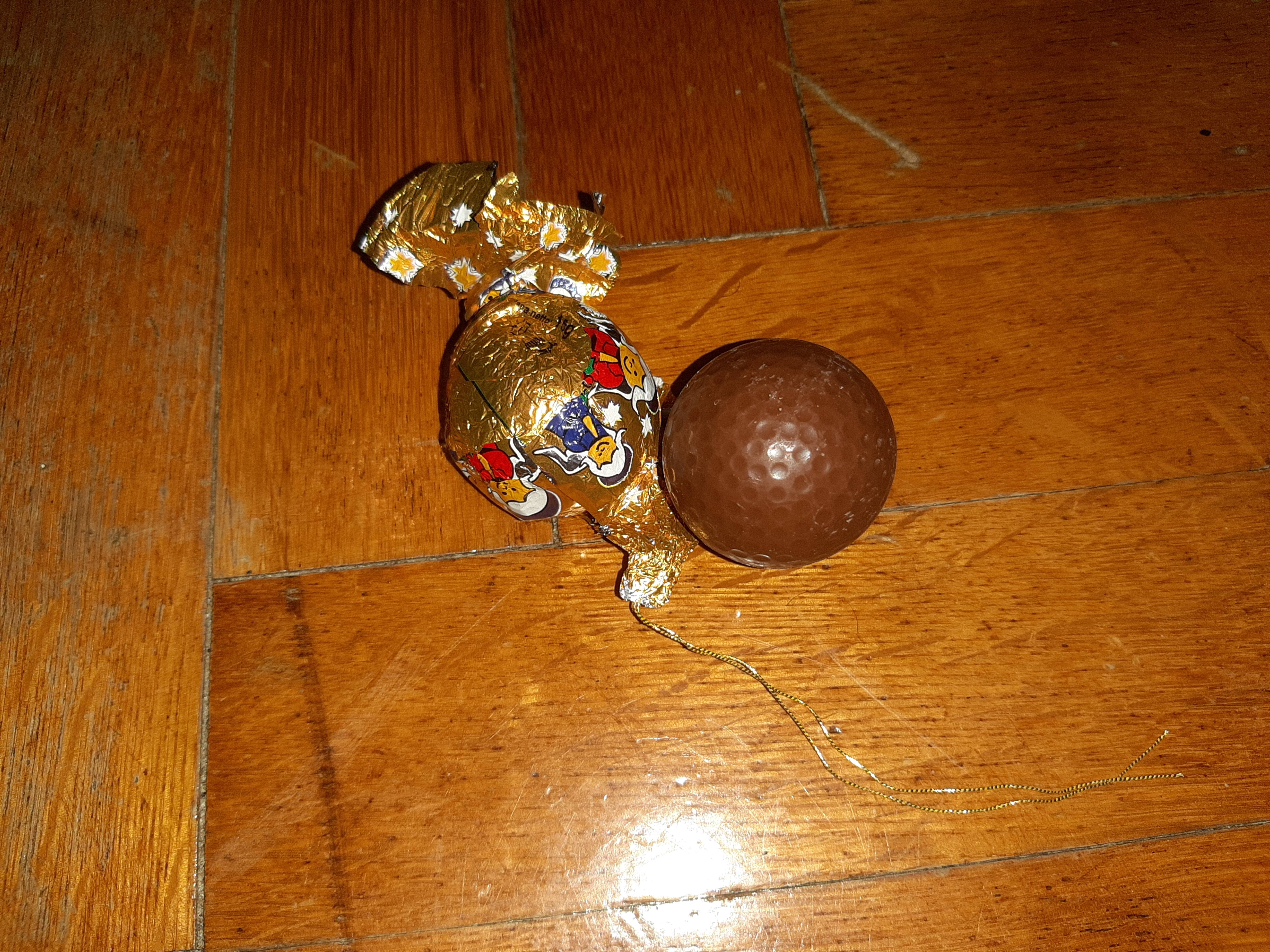
Rozbalená Vánoční čokoláda - někdy neodpovídá motiv "vyražený" na povrch motivu na obalu

Výroba čokolády je založena na surovinách, které tvoří kakao, a to kakaový prášek, kakaová hmota a kakaová pokrutina. Dále je to tuk, cukr nebo sladidla a další přísady (např. palmový olej). Tyto přísady se pečlivě promíchají v míchacím stroji.

### Proces výroby
1. Válcovací stolice
2. Konšování
3. Temperace
4. Chlazení

### Popis fází výroby
Válcovací stolice je zařízení, jež slouží ke zjemnění chuti čokolády. Čokoládová hmota se na ni lije a roztírá.
Konšování – tento pojem znamená chuť čokolády. Když se čokoláda konšuje, přidáváme do ní dochucovací prostředky a emulgátory. Tato celá hmota se míchá, šlehá a provzdušňuje. Provzdušnění čokoládové hmotě dodá vyšší chuť. Hodně záleží na druhu čokolády, podle něj určíme, jak dlouho čokoládu budeme tzv. konšovat. Zpravidla to bývá 48 až 96 hodin při teplotě 50 až 80 °C. Po tomto procesu čokoládová hmota putuje do zásobníku, kde se homogenizuje při následné teplotě 50 až 60 °C.
Dále následuje tzv. temperace a chlazení. Temperace probíhá při teplotě 30 °C a poté následuje plnění do forem. Temperace slouží k odolnosti, aby se tuk neodděloval, tzn. nezpůsoboval výkvět na povrchu, a také k jemné struktuře a lesklosti.
Poslední proces je chlazení, které probíhá v chladicích skříních, kde čokoláda tuhne.
Po ztuhnutí se čokoláda z forem vyklepne a balí. Balení má zabránit přístupu vzduchu, aby se tuk méně kazil, takže se používá neprodyšný alobal či zatavený obal.

## Průměrný obsah látek a minerálů

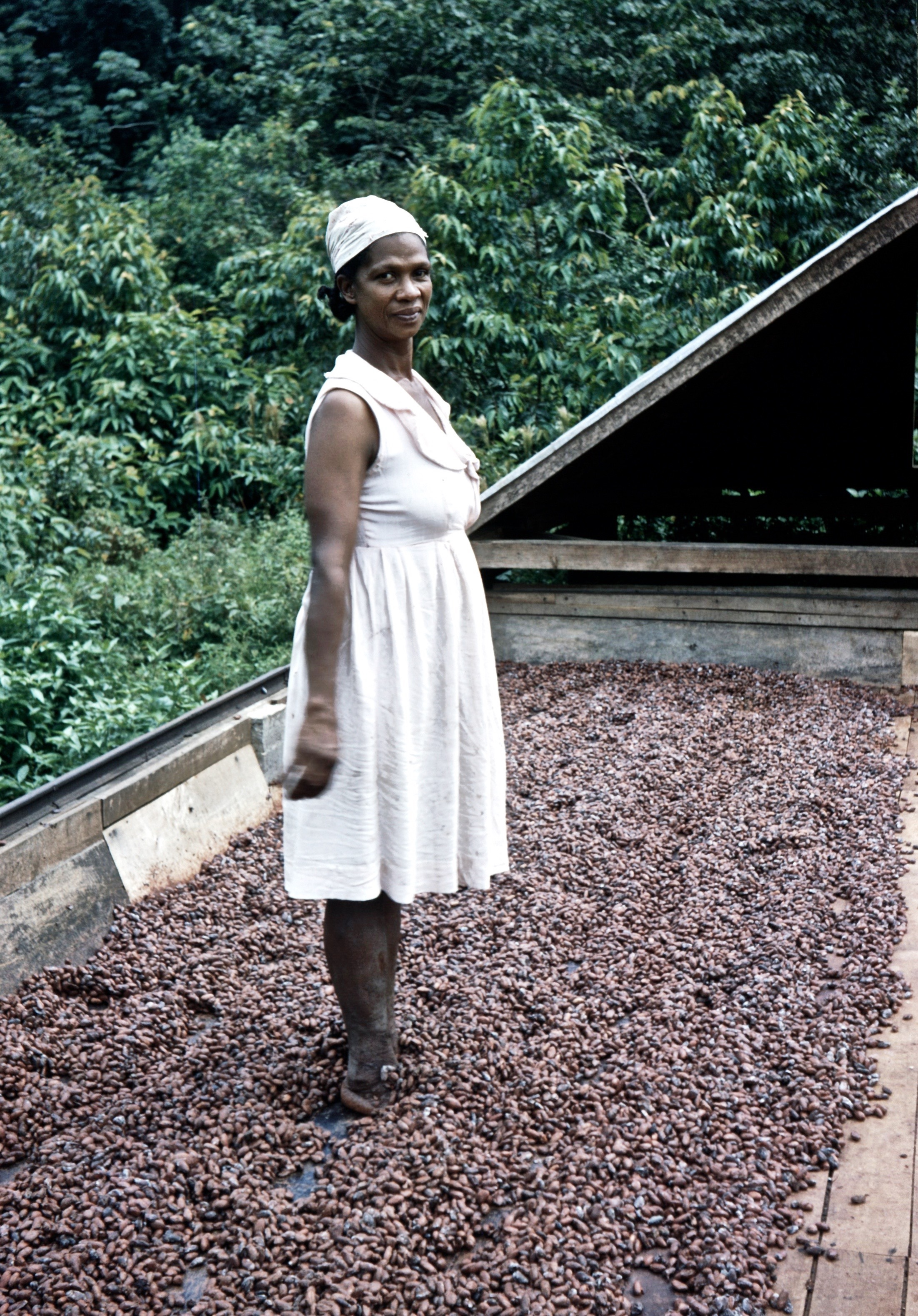
Ruční zpracování čokolády (Trinidad a Tobago, 1957)

Tabulka udává dlouhodobě průměrný obsah živin, prvků, vitamínů a dalších nutričních parametrů zjištěných v čokoládě.
| Složka          | Jednotka | Průměrný obsah | Prvek | Průměrný obsah (mg/100 g) | Složka      | Průměrný obsah (mg/100g) |
| --------------- | -------- | -------------- | ----- | ------------------------- | ----------- | ------------------------ |
| voda            | g/100 g  | 0,2            | Na    | 50                        | vitamin C   | <0,1                     |
| bílkoviny       | g/100 g  | 4,1            | K     | 390                       | vitamin D   | <0,1                     |
| tuky            | g/100 g  | 37,6           | Ca    | 130                       | vitamin E   | 0                        |
| cukry           | g/100 g  | 57,1           | Mg    | 85                        | vitamin B6  | 0,1                      |
| celkový dusík   | g/100 g  | 0,66           | P     | 180                       | vitamin B12 | <0,1                     |
| vláknina        | g/100 g  | <0,1           | Fe    | 2,2                       | karoten     | <0,1                     |
| mastné kyseliny | g/100 g  | <0,1           | Cu    | 0,48                      | thiamin     | 0,03                     |
| cholesterol     | mg/100 g | 2              | Zn    | 1,0                       | riboflavin  | 0,1                      |
| Se              | mg/100 g | <0,1           | I     | 0                         | niacin      | 0,5                      |
| energie         | kJ/100 g | 2375           | Mn    | 1,1                       | Cl          | 60                       |

## Čokoládové náhražky
Na pultech českých obchodů lze v současné době spatřit výrobky, které na první pohled vypadají jako čokoládové, ale ve skutečnosti se jedná o různé náhražky čokolád. Z náhražek bývají většinou vyrobeny i různé vánoční i velikonoční figurky. Spotřebitel by měl kvůli tomuto sledovat, zda je na obalu uvedeno, jestli se jedná o skutečný výrobek z čokolády či nikoliv.

## Čokoláda a psi
Pro psy je čokoláda (např. jako pamlsek) nebezpečná, neboť jejich tělo ji nedokáže strávit. Čokoláda totiž obsahuje některé alkaloidy jako theofylin a kofein, které má psí organismus problémy zpracovat; zejména ale theobromin, který na něj působí jako jed. Zatímco lidský organismus má enzym, který theobromin odbourává, psi jej nemají. Theobromin má tedy těžký dopad na jejich nervovou soustavu a srdce. Při malé dávce se projeví hyperaktivitou psa, při vyšší jej může usmrtit.

## Čokoláda a zdraví
Díky obsahu flavonoidů některé studie poukazují na pozitivní vliv na krevní tlak a kardiovaskulární systém. Obsažené flavonoidy kakaových bobů mají antioxidační účinek a chrání organismus před účinkem volných radikálů. U běžných čokoládových pamlsků však převažuje negativní efekt obsažených cukrů a tuků.
Čokoláda je také zdrojem kofeinu, který má ve větší opakované expozici negativní dopady na zdraví (jako nespavost, úzkosti, nevolnost, bolest hlavy atd.). Byť je jeho celkové množství v čokoládových výrobcích nižší než v kávě nebo energetických nápojích, nedoporučuje se zvýšená konzumace čokolády v těhotenství a u dětí.
Tradičně je považována za afrodisiakum a povzbuzující prostředek. 